# Andreaeales
Ordre
Andreaeales est un ordre de mousses qui comprend deux genres Andreaea comprenant une centaine d'espèces et Acroschisma.

## Liste des familles
Selon ITIS:
- famille Andreaeaceae